# Acronicta iria
Acronicta iria är en fjärilsart som beskrevs av Swinhoe 1899. Acronicta iria ingår i släktet Acronicta och familjen nattflyn. Inga underarter finns listade i Catalogue of Life.